# Infraestrutura do município de São Paulo
Desde o começo do século XX, São Paulo é o principal centro econômico da América Latina. Com a Primeira e a Segunda Guerras Mundiais e a Grande Depressão, as exportações do café aos Estados Unidos e Europa foram fortemente afetadas, forçando os ricos cafeicultores a investir nas atividades industriais que transformariam São Paulo no maior centro industrial do Brasil. As novas vagas de trabalho contribuíram para atrair um número significativo de imigrantes (sobretudo da Itália) e de migrantes, especialmente dos estados do Nordeste. De uma população de apenas 32 mil pessoas em 1880, São Paulo passa a ter 8,5 milhões de habitantes em 1980. O rápido crescimento demográfico trouxe como consequência inúmeros problemas para a cidade.
São Paulo é praticamente toda servida pela rede de abastecimento de água potável. A cidade consome uma média de 221 litros de água/habitante/dia enquanto a ONU recomenda o consumo de 110 litros/dia. A perda de água é de 30,8%. No entanto entre 11 a 12,8% das residências não possui rede de esgoto, depositando dejetos em fossas e valas. Sessenta por cento do esgoto coletado é tratado. Segundo dados do IBGE e da Eletropaulo, a rede elétrica atende quase 100% das residências. A rede de telefonia fixa ainda é precária, com cobertura de 67,2%. A coleta de lixo domiciliar cobre todas as regiões do município, mas ainda é insuficiente, atingindo cerca de 94% da demanda, em distritos como Parelheiros e Perus. Cerca de 80% do lixo produzido diariamente pelos paulistanos é exportado para outras cidades, como Caieiras e Guarulhos. A reciclagem atinge cerca de 1% das 15 mil toneladas de lixo produzidas diariamente.

## Tecidos urbanos
|                                                                                          |  | |
| Favela de Paraisópolis, no distrito de Vila Andrade, com edifícios residenciais ao fundo |  | Variação de tecidos urbanos na região na região dos Jardins; lado a lado, áreas verticalizadas e de casario baixo |

São Paulo possui uma miríade de tecidos urbanos. Os núcleos originais da cidade apresentam-se verticalizados, caracterizados pela presença de edifícios comerciais e de serviços; e as periferias desenvolvem-se, de forma geral, com edificações de dois a quatro andares - embora tal generalização certamente encontre exceções no tecido da metrópole. Comparada a outras cidades globais (como as cidades-ilha de Nova Iorque e Hong Kong), porém, São Paulo é considerada uma cidade de "edifícios baixos". Seus maiores edifícios raramente atingem quarenta andares, e a média entre os edifícios residenciais é de vinte. Todavia, é a terceira cidade no mundo em quantidade de prédios, de acordo com a página especializada em pesquisa de dados sobre edificações Emporis Buildings, além de possuir o maior arranha-céu do país, o Mirante do Vale, também conhecido como Palácio Zarzur Kogan, com 170 metros de altura.
São comuns as seguintes regiões, caracterizadas de acordo com seu tecido urbano:
- Casario composto por sobrados de classe média, recuados em relação ao lote, em bairros predominantemente residenciais ou comerciais;
- Periferias nas quais a legislação de ocupação do solo é menos respeitada, composta por sobrados ou residências térreas mas com densidade maior que o casario supracitado;
- Bairros de classe média, normalmente localizados em um anel periférico imediatamente seguinte ao Centro da cidade, mas não tão distantes quanto as periferias extremas, ocupados por condomínios verticais (edifícios de apartamentos isolados em meio ao lote, contendo quase 50% de espaço livre e normalmente de acesso privativo);
- Regiões verticalizadas do Centro da cidade, variando bastante a relação entre a largura da rua e a altura dos edifícios;
- Novas regiões verticalizadas e com edifícios mais recuados e com maior presença do automóvel (como a Nova Faria Lima e a região da avenida Luís Carlos Berrini);
- Regiões de condomínios fechados horizontais, de acesso restrito;
- Regiões tradicionalmente caracterizadas como favelas.

Tal heterogeneidade de tecidos, porém, não é tão previsível quanto o modelo genérico pode fazer imaginar. Algumas regiões centrais da cidade passaram a concentrar indigentes, tráfico de drogas, comércio ambulante e prostituição, o que incentivou a criação de novas centralidades do ponto de vista socioeconômico. A caracterização de cada região da cidade também passou por várias mudanças ao longo do século XX. Com o deslocamento de indústrias para outras cidades ou estados, várias áreas que antes abrigavam galpões de fábricas transformaram-se em áreas comerciais ou mesmo residenciais.
A mais caracterizada mudança no perfil econômico da cidade, porém, é o chamado vetor sudoeste, área da cidade que engloba as regiões oeste e centro-sul. A expressão refere-se à tendência do mercado imobiliário (e das empresas em geral) em "levar" o centro da cidade para regiões antes consideradas periféricas, seguindo em geral a direção nordeste-sudoeste, com algumas poucas exceções. Esta tendência pode ser acompanhada desde as primeiras décadas do século XX: partindo da região do Triângulo histórico (núcleo original da cidade), a centralidade socioeconômica da cidade (que difere da centralidade geográfica) passou para a região do Centro Novo (do outro lado do Vale do Anhangabaú), e mais tarde para a região da avenida Paulista.
Nas últimas duas décadas do século XX, este processo tem levado tal centralidade principalmente para a região das avenidas Faria Lima e Berrini. Fora dessa região, existem também outras áreas como os distritos de Tatuapé e Santana, que também se desenvolveram e tornaram-se centralidades socioeconômicas regionais, funcionando ainda como pólo de comércio, serviços e lazer para outras localidades fora do eixo de desenvolvimento principal do município.
As regiões que permanecem afastadas destas centralidades acabam, na maioria dos casos, servindo como bairros-dormitórios. Isto se deve ao processo de planejamento urbano da cidade ao longo do século XX, que manteve as áreas de habitação popular isoladas das centralidades principais do município. Ao crescimento demográfico estiveram associados processos de especulação imobiliária que aceleraram a ocupação de áreas periféricas com pouca infraestrutura, em alguns casos fomentados pelos próprios programas urbanísticos estatais de habitação popular. Nas últimas décadas, algumas famílias de baixa renda passaram a ocupar irregularmente regiões de mananciais.
A constante mudança da paisagem paulistana devido às alterações tecnológicas de seus edifícios tem sido uma característica marcante da cidade, apontada por estudiosos como Benedito Lima de Toledo. Segundo Toledo, em um período de um século, entre meados de 1870 e 1970 a cidade de São Paulo foi praticamente demolida e reconstruída no mínimo três vezes. Estes três períodos são caracterizados pelos processos construtivos típicos de suas épocas: em um primeiro momento a cidade apresentava-se como um emaranhado de construções em taipa de pilão, situação que perdurou desde o período colonial até as últimas décadas do século XIX.
No início do século XX, a cidade foi rapidamente transformada e passou a apresentar-se como uma cidade de alvenaria, importando métodos de construção e arquiteturas europeias. Enfim, com a necessidade de verticalização e expansão e a popularização de avanços tecnológicos, a cidade foi novamente demolida e reconstruída em concreto armado e metal, constituindo parte da paisagem atual. De cada um dos períodos anteriores restam poucos exemplares: algumas poucas residências bandeiristas preservadas e o Museu de Arte Sacra de São Paulo são os únicos resquícios da "cidade de taipa". Da mesma maneira, da "cidade de alvenaria", são preservados ainda edifícios como o da Pinacoteca do Estado.
No entanto, segundo dados do censo de 2000 do IBGE, da fundação SEADE e de pesquisas feitas pela prefeitura de São Paulo no período 2000-2004, o município apresentava até aquele momento um déficit de aproximadamente 800 mil unidades habitacionais. Isto equivaleria, segundo tais pesquisas, a aproximadamente três milhões de cidadãos sem acesso à habitação formal ou em habitações precárias: nestes números constam a população de loteamentos clandestinos e irregulares, a população moradora de favelas e a população moradora de cortiços. Tal déficit equivaleria, segundo alguns autores, a aproximadamente um décimo de todo o déficit habitacional nacional (estimado em aproximadamente oito milhões de unidades). Em 2006, dos 1 522,986 km² do município de São Paulo, 31 km² eram ocupados por mais de duas mil favelas.
Aliado ao problema do déficit habitacional está o fato de que, ainda segundo dados das pesquisas em distritos censitários do IBGE e da fundação SEADE, a cada ano as áreas centrais da cidade - correspondentes às regiões centrais tradicionais e àquelas ligadas ao já citado vetor sudoeste - apresentam uma taxa negativa de crescimento demográfico (de -5% entre 2000 e 2008).

## Planejamento urbano
São Paulo possui um histórico de ações, projetos e planos ligados ao urbanismo e ao planejamento urbano que podem ser traçados até as administrações de Antônio da Silva Prado, Barão de Duprat, Washington Luís e completado por Francisco Prestes Maia. Porém, de uma forma geral, a cidade constituiu-se ao longo do século XX, saltando de vila à metrópole, por meio de uma série de processos informais ou irregulares de expansão urbana.
Desta forma, São Paulo difere consideravelmente de cidades brasileiras como Belo Horizonte e Goiânia, cuja expansão inicial seguiu determinações de um plano e de um projeto urbano original, ou de uma cidade como Brasília, cujo plano piloto fora inteiramente desenhado previamente à construção da cidade.
Por outro lado, a sucessão de loteamentos periféricos e dos processos de requalificação e reconstrução de tecidos já consagrados, comuns na cidade ao longo de sua evolução, foi eventualmente acompanhada de planos urbanísticos que tentavam ordenar segundo diretrizes de planejamento a lógica informal própria da constituição da cidade. Se as primeiras intervenções de Prado e Teodoro possuíam caráter pontual, tais planos procuraram, ora setorialmente integrados e ora isolados, a definição de padrões a serem seguidos na produção de novos espaços urbanos e na regulação dos anteriores.
A eficácia histórica de tais planos em cumprir aquilo a que, aparentemente, se propunham, porém, tem sido apontada por alguns planejadores e historiadores diversos como questionável. Por outro lado, outros destes mesmos estudiosos alegam que tais planos foram produzidos visando o benefício exclusivo das camadas mais abastadas da população, enquanto as camadas populares ficariam relegadas aos processos informais tradicionais.
Em São Paulo, até meados da década de 1950, os planos apresentados para a cidade ainda possuíam um caráter haussmanniano, ou seja, eram baseados na ideia de "demolir e reconstruir". Podem-se citar planos como os apresentados pelo então prefeito Prestes Maia para o sistema viário paulistano (conhecido como Plano de Avenidas) ou o de Saturnino de Brito para as marginais do rio Tietê.
Em 1968 é proposto o Plano Urbanístico Básico que se desdobraria no Plano Diretor Integrado de Desenvolvimento de São Paulo, desenvolvido durante a gestão de Figueiredo Ferraz. O principal resultado deste plano foi aquilo que ficou conhecido como lei de zoneamento e que vigorou até 2004, quando foi substituída pelo atual Plano Diretor. Naquele zoneamento, aprovado em 1972, notava-se uma clara proteção às chamadas Z1 (zonas cuja definição de uso era exclusivamente residencial e era destinada às elites da cidade) e uma certa indefinição da maior parte da cidade, classificada como Z3 (vagamente regulamentada como "zona mista" mas sem definições mais claras a respeito de suas características). Desta forma, tal zoneamento incentivou o crescimento de bairros periféricos dotados de edifícios de baixo gabarito aliados a processos de especulação imobiliária ao mesmo tempo que valorizava regiões nas quais se permitia construir edifícios altos.

## Saúde

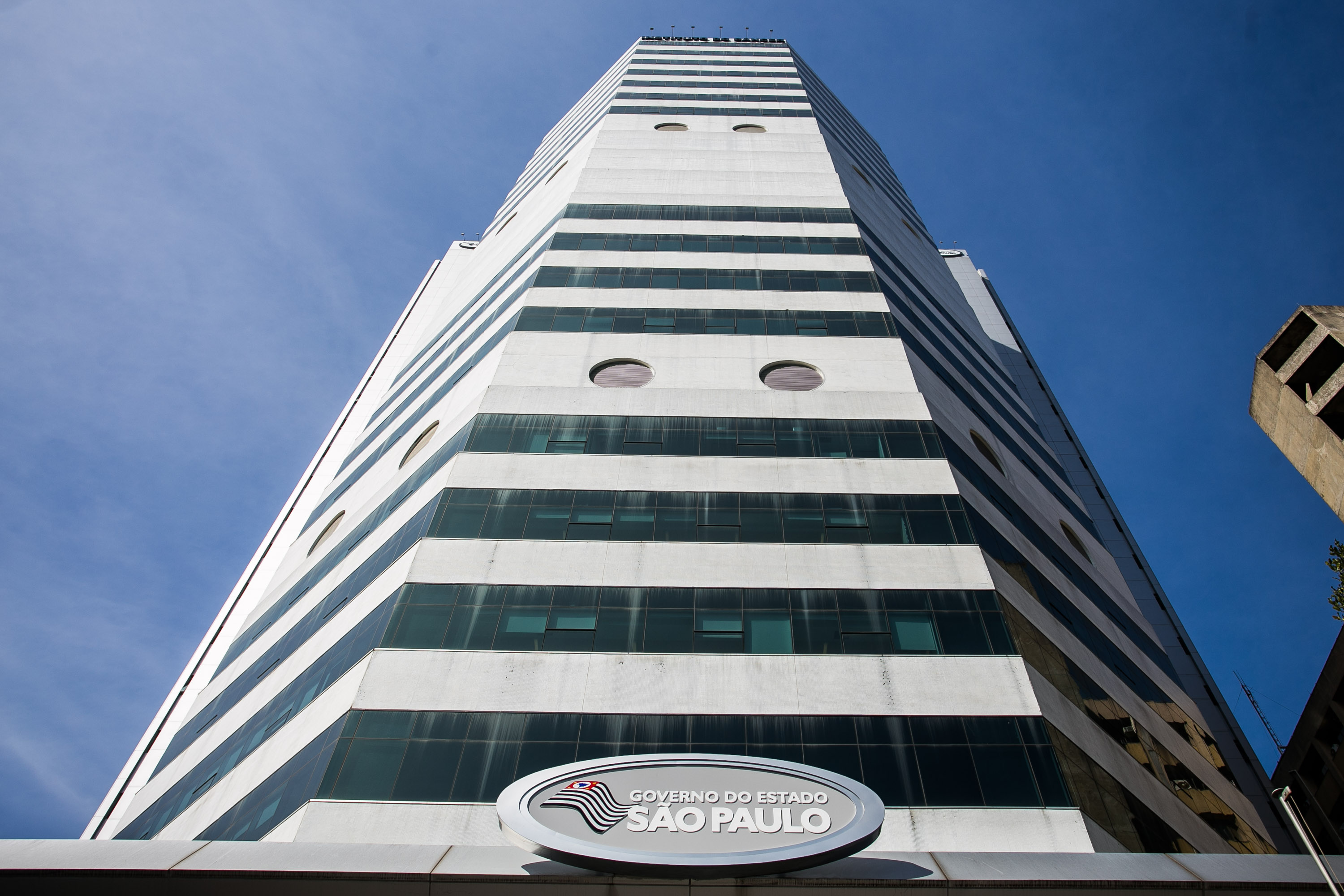
Instituto do Câncer, parte do complexo do Hospital das Clínicas

São Paulo é um dos principais polos de saúde na América Latina. Entre seus melhores hospitais estão o israelita Hospital Albert Einstein, classificado como o melhor da América Latina, o Hospital das Clínicas da Universidade de São Paulo, o maior complexo hospitalar latino-americano, o Hospital Sírio-Libanês e o Instituto do Câncer, o maior centro de oncologia da América Latina.
O município é a sede de instituições de todos os três níveis de governo: federal, estadual e municipal. O setor privado de saúde também é relevante e a grande parte dos melhores hospitais brasileiros está localizada na cidade. Os serviços públicos de saúde são geralmente de responsabilidade do governo municipal e estão espalhados por todo o território municipal, com um total de 770 unidades básicas de saúde (UBS), clínicas ambulatoriais e de emergência, e 17 hospitais.
A Secretaria Municipal de Saúde tem 59 mil funcionários, entre eles mais de 8 mil médicos e 12 mil enfermeiros. Em setembro de 2009, a cidade de São Paulo tinha 32 553 ambulatórios, centros e escritórios de profissionais (médicos, dentistas e outros); 217 hospitais, com 32 554 leitos; 137 745 profissionais de saúde, sendo 28 316 médicos.

## Mobilidade urbana e acessibilidade

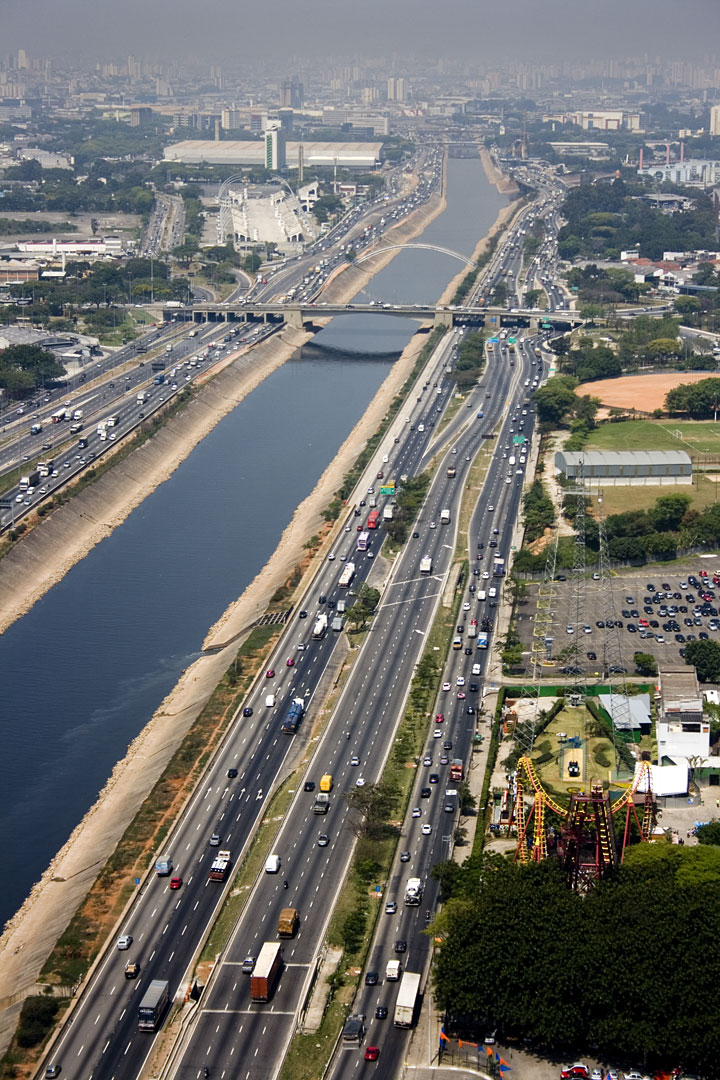
Marginal Tietê, a principal via expressa da cidade

A cidade de São Paulo sofre um problema comum a outras grandes metrópoles mundiais: o grande congestionamento de carros em suas principais vias. O transporte coletivo, no entanto, representa um papel fundamental no dia a dia da metrópole. São Paulo conta com uma imensa estrutura de linhas de ônibus, com uma frota de cerca de quinze mil unidades entre ônibus comuns e articulados (cerca de 10 mil), trólebus (215 veículos) e micro-ônibus (cerca de 5 mil). Em 2003, iniciou-se uma grande reformulação no sistema de transporte público na cidade que reduziu significativamente o grande número de lotações clandestinas, que em sua maioria foram recadastradas e organizadas em cooperativas.
Na cidade, em média, existe um veículo para cada dois habitantes, totalizando mais de 6 milhões de unidades somente. Além disso, São Paulo possui a terceira maior frota de táxis da América Latina e a maior frota de helicópteros do mundo.
Os trens da CPTM, o Metrô e o sistema de interligação entre eles completam o sistema municipal e estadual de transporte na cidade.
O sistema viário do município é notadamente heterogêneo, especialmente do ponto de vista rodoviário. A cidade é cortada por duas grandes vias que têm papel estruturador, tanto na escala infraurbana quanto na metropolitana: a Marginal Tietê e a Marginal Pinheiros. Estas duas "artérias" são consideradas as principais vias estruturais (ou vias expressas) do município, sendo que, a elas, conectam-se diversas rodovias estaduais e federais, dentre as quais a Anchieta, Anhanguera, Raposo Tavares, Dutra (acesso ao Vale do Paraíba e ao Rio de Janeiro), Fernão Dias (acesso a Belo Horizonte), Imigrantes (acesso à Praia Grande), Bandeirantes (acesso à região de Campinas), Castelo Branco e Ayrton Senna (acesso à Guararema). Está em construção o Rodoanel Mário Covas, que permitirá o acesso a vários municípios da região metropolitana de São Paulo.
Com uma frota de 5 392 692 veículos em 2007, estima-se que São Paulo alcançou uma taxa de motorização de 0,454 veículos por habitante, o que corresponde aproximadamente a um veículo para cada dois habitantes. A taxa média no Brasil é de 0,24, o que coloca São Paulo entre os municípios com maior nível de motorização do país, superado só por alguns como São Caetano do Sul (0,739), Curitiba (0,545) e Goiânia (0,512).
O congestionamento de veículos na cidade é recorrente, principalmente, mas não restrito, aos horários de pico. Desde 1996, a prefeitura adota medidas paliativas para amenizar os problemas causados pelo trânsito, como a adoção do Rodízio Municipal, a restrição de estacionamentos (Zona Azul) e de circulação de caminhões e veículos de carga. O recorde de congestionamento da cidade foi o de 344 km, em maio de 2014.
Hoje, como medidas para solucionar o problema do trânsito, investe-se a ampliação do metrô, na construção de mais corredores de ônibus, no alargamento da Marginal Tietê e na construção do Rodoanel Metropolitano e existem estudos para uma futura implementação de pedágio urbano.
Em relação ao transporte aéreo a cidade possui dois principais aeroportos: Aeroporto de Congonhas/São Paulo, que serve voos domésticos e o Aeroporto Internacional de São Paulo-Guarulhos, localizado na município de Guarulhos, que serve voos domésticos e internacionais, sendo um dos principais aeroportos internacionais do Brasil, além destes aeroportos possui o Aeroporto Campo de Marte que serve para helicópteros e aviões de pequeno porte. Com exceção do aeroporto internacional de Guarulhos, concedido à iniciativa provada pelo governo federal, todos estes centros aeroviários são operados pela estatal Infraero.

### Transporte público
Os sistemas de transporte público também apresentam certa heterogeneidade e, eventualmente, alguma contraditoriedade. São comuns críticas ao sistema no sentido de que os vários sistemas que o compõem não respondem a uma mesma autoridade de planejamento, o que resultaria em situações paradoxais e duplicação de esforços. Tal fato se deve, primariamente, pelo fato de os dois principais meios de transporte público (o metrô e os ônibus) serem administrados por esferas diferentes: o Metrô de São Paulo, a Companhia Paulista de Trens Metropolitanos (CPTM) e a Empresa Metropolitana de Transportes Urbanos de São Paulo (EMTU), são empresas cujo sócio principal é o Estado de São Paulo, enquanto o sistema de ônibus municipais (composto por diversas empresas particulares) responde à São Paulo Transporte (SPTrans), entidade municipal.
Na zona norte da cidade encontra-se o Terminal Rodoviário Tietê, o segundo maior do mundo, que possui linhas de ônibus para diversos municípios paulistas e para muitos outros estados do país, além de linhas para outros países sul-americanos, como Chile, Argentina, Paraguai, Uruguai e Peru. É integrado à estação do metrô Portuguesa-Tietê. Existem também outros terminais rodoviários, como o Terminal Intermodal da Barra Funda (zona oeste), com destinos para outros estados brasileiros, e o Terminal Intermunicipal Jabaquara (zona sul), com linhas de ônibus para várias cidades do litoral paulista.
A malha metro-ferroviária da cidade tem 335 quilômetros de extensão, sendo 75 quilômetros de linhas administradas pelo Metrô de São Paulo (34,6 quilômetros inteiramente subterrâneo), com cinco linhas em operação e 63 estações de embarque, e 258 quilômetros de linhas administradas pela Companhia Paulista de Trens Metropolitanos (CPTM). A CPTM e o Metrô transportam em média 5,9 milhões de pessoas por dia, e algumas linhas subterrâneas que estão sendo construídas vão adicionar ainda mais passageiros ao sistema dentro dos próximos cinco anos.
Segundo dados da administração atual espera-se expandir o sistema de trens urbanos de São Paulo para mais de 500 quilômetros nos próximos 10 anos. O The Metros, principal premiação do setor metroviário no mundo, fez uma conferência no dia 23 de março de 2010, no Reino Unido, que analisou os 70 maiores metropolitanos do mundo, que deu resultado como o de São Paulo o melhor metrô das Américas, superando a dos Estados Unidos, Canadá e México.

## Educação e ciência
A cidade de São Paulo tem um sistema de ensino primário e secundário, público e privado, e uma variedade de profissionais de escolas técnicas. Com 2 725 estabelecimentos de ensino fundamental, 2 998 unidades pré-escolares e 1 199 escolas de nível médio, a rede de ensino da cidade é a mais extensa do país. Ao total, são 2 850 133 matrículas e 153 284 docentes registrados. Contemplado por expressivo número de renomadas instituições de ensino e centros de excelência, São Paulo é o maior polo de pesquisa e desenvolvimento do Brasil, responsável por 28% da produção científica nacional (segundo dados de 2005) e por mais de 40% das patentes produzidas no país.
O fator "educação" do IDH no município atingiu em 2010 a marca de 0,725 – patamar considerado alto, em conformidade aos padrões do Programa das Nações Unidas para o Desenvolvimento (PNUD) – ao passo que a taxa de analfabetismo indicada pelo último censo demográfico do IBGE foi de 4,9%, superior apenas à porcentagem verificada nas cidades de Curitiba, Porto Alegre, Florianópolis, Rio de Janeiro, Vitória e Belo Horizonte. Os melhores distritos classificados pelo IDH em educação são Moema, Jardim Paulista e Pinheiros, os piores são Marsilac, Jardim Ângela e Grajaú.
Tomando-se por base o relatório do Índice de Desenvolvimento da Educação Básica (IDEB) de 2007, São Paulo obteve a nona colocação entre as capitais brasileiras. Na classificação geral do Exame Nacional do Ensino Médio (ENEM) de 2007, três escolas da cidade figuraram entre as 20 melhores no exame, sendo os colégios Vértice, Bandeirantes e Móbile os respectivos terceiro, décimo quarto e vigésimo colocados. Contudo – e em consonância aos grandes contrastes verificados na metrópole –, em algumas regiões periféricas e empobrecidas, o aparato educacional público de nível médio e fundamental é ainda deficitário, dada a escassez relativa de escolas ou recursos. Nesses locais, a violência costuma impor certas barreiras ao aproveitamento escolar, constituindo-se em uma das causas preponderantes à evasão ou ao aprendizado carencial.
No cenário atual, destacam-se importantes universidades públicas e privadas, muitas delas consideradas centros de referência em determinadas áreas. Entre as muitas instituições de ensino superior, podem-se destacar o Instituto Federal de São Paulo (IFSP), a Universidade Federal de São Paulo (UNIFESP), a Universidade Estadual Paulista (UNESP) e a Universidade de São Paulo (USP), criada em 1934, quando incorporou a histórica Faculdade de Direito de São Paulo, no Largo de São Francisco.
Entre as universidades públicas, a USP é aquela com o maior número de vagas de graduação e de pós-graduação no Brasil, sendo responsável também pela formação do maior número de mestres e doutores do mundo, bem como responsável por metade de toda a produção científica do estado de São Paulo e mais de 25% da brasileira. Como o Brasil é responsável por cerca de 2% da produção mundial, pode-se dizer que a USP é responsável por 0,5% das pesquisas do mundo.
Instituições filiadas à USP incluem o Instituto Butantan, pólo de pesquisa biomédica fundado em 1901, e atualmente vinculado à Secretaria de Saúde de São Paulo, fabrica antígenos e vacinas diversos, e é o maior produtor nacional de soros antiofídicos. Centro de renome internacional em pesquisa científica de animais peçonhentos, conta com 14 laboratórios e um núcleo de biotecnologia.
O município também possui universidades particulares de grande reputação nacional e internacional, como o Centro Universitário Belas Artes de São Paulo, Pontifícia Universidade Católica de São Paulo (PUC-SP) e a Universidade Presbiteriana Mackenzie, além de diversos institutos de ensino superior e pesquisa em áreas específicas, entre os quais podem ser destacados a Fundação Armando Álvares Penteado (FAAP) (engenharia, artes e ciências humanas), a Fundação Getúlio Vargas (FGV) (administração e direito) e a Escola Superior de Propaganda e Marketing (ESPM).